# Tsedendamba Ganbold
Tsedendamba Ganbold (* 1962) ist ein ehemaliger mongolischer Radrennfahrer.

## Sportliche Laufbahn
1982 wurde er Zweiter im Straßenrennen der Asienspiele hinter Se-Ryong Park.
1982 fuhr er die Internationale Friedensfahrt und wurde 84. des Endklassements, 1983 belegte er den 73., 1985 den 85., 1986 den 42., 1987 den 68. und 1989 den 70. Platz. Zweimal konnte er dritte Plätze bei Etappenankünften erringen. Er ist damit der Fahrer mit den meisten Teilnahmen aus seinem Land.